# Gare d'Isser

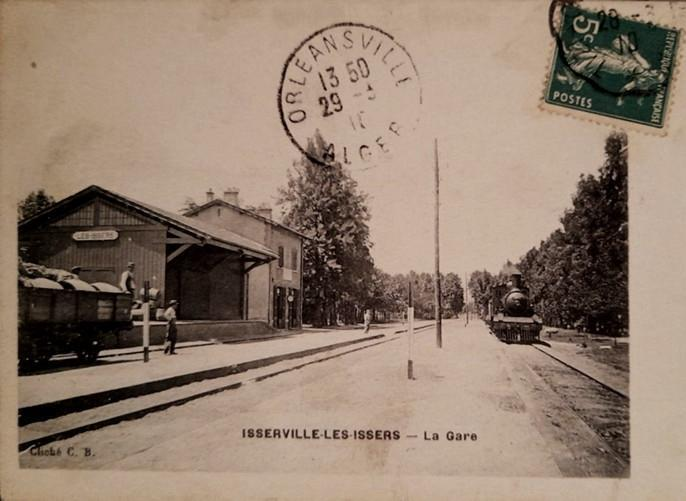
La gare au début du XXe siècle.

La gare d'Isser est une gare ferroviaire algérienne située sur le territoire de la commune d'Isser, dans la wilaya de Boumerdès.

## Situation ferroviaire
La gare est située au nord de la ville d'Isser, sur la ligne de Thénia à Oued Aïssi où elle est précédée de la gare de Si Mustapha et suivie de celle de Bordj Menaïel.

## Histoire
La gare est mise en service le 19 avril 2017 à la suite de la rénovation du tronçon Thénia - Tizi Ouzou de la ligne de Thénia à Oued Aïssi.

## Service des voyageurs

### Desserte
La gare d'Isser est desservie par les trains du réseau ferré de la banlieue d'Alger assurant les liaisons Alger - Oued Aïssi ou Thénia - Oued Aïssi.